# مری آلیس
مری آلیس (به انگلیسی: Mary Alic) (زاده ۳ دسامبر ۱۹۴۱) بازیگر آمریکایی است.
از فیلم‌های معروف او می‌توان به بازی در فیلم انقلاب‌های ماتریکس، آتش غرور، بستری از گل‌های رز و زندگی با مایکی اشاره کرد.